# Bouzaise
Die Bouzaise ist ein Fluss in Frankreich, der in der Region Bourgogne-Franche-Comté verläuft. Sie entspringt im Parc de la Bouzaise, am westlichen Stadtrand von Beaune, entwässert generell in südöstlicher Richtung und mündet nach rund 22 Kilometern im Gemeindegebiet von Palleau als linker Nebenfluss in die Dheune. In ihrem Mündungsabschnitt nähert sich die Bouzaise mehrmals bis auf wenige Meter dem parallel verlaufenden Fluss Meuzin, mündet aber schließlich in die Dheune.
Die Bouzaise passiert in ihrem Lauf hauptsächlich das Département Côte-d’Or und erreicht erst kurz vor ihrer Mündung das Département Saône-et-Loire. Östlich von Beaune quert der Fluss eine Hauptverkehrsachse mit der Autobahn A31 und der Bahnstrecke Paris–Marseille.

## Orte am Fluss
(Reihenfolge in Fließrichtung)
- Beaune
- Levernois
- Combertault
- Meursanges
- Marigny-lès-Reullée
- Paruey, Gemeinde Corgengoux
- Palleau